# دولت‌آباد (ساردوئیه)
دولت‌آباد روستایی در دهستان ساردوئیه بخش ساردوئیه شهرستان جیرفت استان کرمان ایران است.

## جمعیت
بر پایه سرشماری عمومی نفوس و مسکن در سال ۱۳۹۵ جمعیت این مکان ۴۵۳ نفر (۱۴۴خانوار) بوده‌است.